# Superserien 1999
Superserien 1999 var Sveriges högsta division i amerikansk fotboll för herrar säsongen 1999. Serien spelades 25 april-8 augusti 1999 och vanns av Stockholm Mean Machines. Serien spelades i form av två konferenser men med gemensam tabell. Lagen möttes i dubbelmöten i den egna konferensen och i enkelmöten mellan konferenserna. Vinst gav 2 poäng, oavgjort 1 poäng och förlust 0 poäng.
De fyra bäst placerade lagen gick vidare till slutspel. SM-slutspelet spelades 15 augusti-22 augusti och även där segrade Stockholm Mean Machines.
De två sämst placerade lagen flyttades ner till division 1.

## Konferensindelning
| Norra konferensen - Arlanda Jets - Stockholm Mean Machines - Tyresö Royal Crowns - Örebro Black Knights | Södra konferensen - Carlstad Crusaders - Göteborg Giants - Kristianstad C4 Lions - Ystad Rockets |

## Tabell
| Nr | Lag                               | S  | V | O | F  | GP  | IP  | PS   | P  |
| -- | --------------------------------- | -- | - | - | -- | --- | --- | ---- | -- |
| 1  | Stockholm Mean Machines (RL) (RM) | 10 | 9 | 0 | 1  | 318 | 117 | +201 | 18 |
| 2  | Carlstad Crusaders                | 10 | 8 | 0 | 2  | 307 | 131 | +176 | 16 |
| 3  | Örebro Black Knights              | 10 | 7 | 0 | 3  | 290 | 163 | +127 | 14 |
| 4  | Arlanda Jets                      | 10 | 5 | 0 | 5  | 249 | 208 | +41  | 10 |
| 5  | Kristianstad C4 Lions             | 10 | 4 | 0 | 6  | 135 | 195 | −60  | 8  |
| 6  | Tyresö Royal Crowns               | 10 | 4 | 0 | 6  | 266 | 283 | −17  | 8  |
| 7  | Göteborg Giants                   | 10 | 3 | 0 | 7  | 136 | 316 | −180 | 6  |
| 8  | Ystad Rockets                     | 10 | 0 | 0 | 10 | 52  | 340 | −288 | 0  |

Färgkoder:
|      | – Kvalificerad för mästerskapsslutspel |
|      | – Nedflyttade till division 1          |
| (RL) | – Regerande ligamästare (seriesegrare) |
| (RM) | – Regerande svenska mästare            |

## Matchresultat
| Hemma \ Borta           | AJ    | CC    | GG    | KCL   | SMM   | TRC   | YR   | ÖBK   |
| Arlanda Jets            | —     | —     | —     | 31–8  | 19–28 | 27–7  | 42–7 | 14–31 |
| Carlstad Crusaders      | 20–14 | —     | 53–6  | 49–14 | —     | 49–41 | 19–6 | —     |
| Göteborg Giants         | 19–24 | 10–27 | —     | 38–32 | —     | —     | 31–6 | 0–53  |
| Kristianstad C4 Lions   | —     | 0–27  | 14–0  | —     | 0–7   | —     | 33–0 | 0–24  |
| Stockholm Mean Machines | 41–20 | 34–14 | 57–0  | —     | —     | 41–14 | —    | 49–14 |
| Tyresö Royal Crowns     | 24–29 | —     | 50–14 | 12–23 | 12–3  | —     | —    | 48–22 |
| Ystad Rockets           | —     | 0–56  | 10–18 | 14–19 | 7–35  | 12–45 | —    | —     |
| Örebro Black Knights    | 23–19 | 14–0  | —     | —     | 17–20 | 50–13 | 42–0 | —     |

## Slutspel

### Semifinaler
|  | 15 augusti 1999 | Carlstad Crusaders | 28 – 53 | Örebro Black Knights |  |  |
|  |                 |                    |         |                      |  |  |
|  |                 |                    |         |                      |  |  |
|  |                 |                    |         |                      |  |  |

|  | 15 augusti 1999 | Stockholm Mean Machines | 42 – 0 | Arlanda Jets |  |  |
|  |                 |                         |        |              |  |  |
|  |                 |                         |        |              |  |  |
|  |                 |                         |        |              |  |  |

### SM-final
|  | 22 augusti 1999 | Stockholm Mean Machines | 48 – 25 | Örebro Black Knights | Zinkensdamms IP |  |
|  |                 |                         |         |                      |                 |  |
|  |                 |                         |         |                      |                 |  |
|  |                 |                         |         |                      |                 |  |